# モンソンの球面学説
モンソンの球面学説（モンソンのきゅうめんがくせつ、Monson's spherical theory）とは1920年にモンソンが唱えた下顎運動に対する理論である。その理論は、スピーの彎曲と呼ばれる歯列咬合面の彎曲を下顎運動範囲に延長すると半径4inchの仮想球面上にあるというもので、球面の中心はおよそ篩骨鶏冠部に相当するとした。
モンソンの球面学説は咬頭の存在を考慮していないなどの問題があり、運動様式としてのこの説は現在取り上げられていない。

## モンソンカーブ
モンソンカーブとは、モンソンの球面学説に基いた球面に沿う咬合彎曲の事。調節彎曲とも呼ばれる。また、凸面が上方に突き出た咬合彎曲の事をアンチモンソンカーブと呼ぶ。